# メルビン・ローズ
メルビン・ローズ（Mervyn Rose, 1930年1月23日 - 2017年7月23日）は、オーストラリア・ニューサウスウェールズ州コフスハーバー出身の男子テニス選手。1950年代に活躍し、オーストラリア・テニス界の黄金時代を築いた名選手のひとりである。彼は4大大会男子シングルスで1954年全豪選手権、1958年全仏選手権の2勝を挙げ、男子ダブルス4勝・混合ダブルス2勝と合わせて7つのグランドスラム・タイトルを獲得した。彼のテニスは、基本的にはサーブ・アンド・ボレーのスタイルで、ボールのタッチを駆使する戦術家として知られた。左利きの選手。フルネームは Mervyn Gordon Rose （メルビン・ゴードン・ローズ）というが、“Rosie”（ロージー）という愛称で呼ばれた。

## 来歴
ローズは少年時代、故郷のコフスハーバーで近所の子供たちがテニスで遊んでいる光景に見とれて、ラケットとシューズを借りて自分もテニスを始めたという。1949年から全豪選手権に出場し始め、1951年に混合ダブルスで躍進を見せる。この年は全仏選手権・ウィンブルドン選手権・全米選手権の3大会連続で混合ダブルス準優勝を記録した。パートナーはそれぞれ異なり、全仏はテルマ・コイン・ロング、ウィンブルドンはナンシー・ウィン・ボルトン、全米はシャーリー・フライと組んだ。同年の男子テニス国別対抗戦・デビスカップで、ローズは年末の12月26日-28日に行われた「ワールドグループ」決勝の対アメリカ戦に起用された。オーストラリアは「3勝2敗」で優勝を決めたが、ローズがシングルス戦2試合でビック・セイシャスとテッド・シュローダーの両選手に敗れたことから、彼はその後しばらくデ杯オーストラリア代表選手としての起用がなくなる。1952年にローズは全仏選手権を除く3つのグランドスラム大会でシングルス準決勝に進出し、全米選手権の男子ダブルスでセイシャスと組んで初優勝を決めた。ローズとセイシャスは、1951年全豪選手権から4大大会男子ダブルス7連勝中だったフランク・セッジマン＆ケン・マグレガー組を 3-6, 10-8, 10-8, 6-8, 8-6 で下し、このペアの2年連続年間グランドスラムを阻止した。
1953年、ローズは全豪選手権で初めてのシングルス決勝進出を果たすが、当時18歳のケン・ローズウォールに 0-6, 3-6, 4-6 のストレートで完敗した。ローズウォールはこの優勝により、全豪選手権の男子シングルス最年少優勝記録を樹立したが、これは現在も全豪オープンの記録として残っている。この年は全米選手権男子ダブルスで、同じオーストラリアのレックス・ハートウィグと組んで2連覇を達成した。続く1954年全豪選手権にて、メルビン・ローズは男子シングルス・男子ダブルスの単複2冠を獲得する。2年連続のシングルス決勝では、ダブルス・パートナーのハートウィグを 6-2, 0-6, 6-4, 6-2 で破って初優勝を決め、彼と組んだダブルスではニール・フレーザー＆クライブ・ウィルダースピン組を 6-3, 6-4, 6-2 のストレートで圧倒した。ローズとハートウィグは、ウィンブルドン選手権でも男子ダブルス優勝を飾り、決勝でアメリカペアのビック・セイシャス＆トニー・トラバート組に 6-4, 6-4, 3-6, 6-4 で勝ち、4大大会ダブルス年間2冠を獲得した。ローズの4大大会男子ダブルス優勝は「4勝」になったが、うち3勝がハートウィグとのコンビである。
1955年から1956年にかけては好成績が少なかったが、1957年からローズは2度目の全盛期を迎える。それまで好成績が少なかった全仏選手権で、彼は初めてシングルス準決勝進出を決めた。この時は第8シードのハーバート・フラム（アメリカ）に 6-4, 4-6, 6-4, 2-6, 5-7 で競り負け、決勝進出を逃している。続くウィンブルドン選手権で、ローズは6年ぶり2度目の混合ダブルス決勝に進み、ダーリーン・ハードと組んで初優勝を決めた。2人はニール・フレーザー＆アリシア・ギブソン組を 6-4, 7-5 で破り、ローズは1954年の男子ダブルスに続く2つ目のウィンブルドン・タイトルを獲得した。そして、彼のハイライトとなった1958年全仏選手権を迎える。第3シードのローズは、決勝でチリのルイス・アヤラを 6-3, 6-4, 6-4 のストレートで破り、1954年全豪選手権以来となる4大大会男子シングルス2勝目を達成した。この2年間、彼は世界各地のトーナメントで多数のシングルス・タイトルを獲得し、1957年に12勝、1958年に8勝を挙げた。1958年全仏選手権直前の「イタリアン・オープン」決勝で、ローズが地元イタリアの英雄ニコラ・ピエトランジェリを 5-7, 8-6, 6-4, 1-6, 6-2 で破った試合は、同大会史上最も壮絶な試合のひとつとして語り草になった。
1959年から「プロテニス選手」に転向した後は、テニスコーチとしても活動した。1960年代にはビリー・ジーン・キング夫人のフォアハンド・ストローク改造に携わり、彼女の成功に大きく貢献した。アランチャ・サンチェス・ビカリオやナディア・ペトロワを指導したこともある。2001年に国際テニス殿堂入りを果たした。
テニスの歴史において、オーストラリアの選手たちが大半のビッグ・タイトルを獲得した黄金時代は、1950年代の初頭に幕を開けた。その先陣を切った選手が、4大大会総計22個（男子シングルス5勝＋男子ダブルス9勝＋混合ダブルス8勝）のタイトルを獲得したフランク・セッジマンであり、その後にケン・ローズウォールとルー・ホードが続いた。メルビン・ローズの全盛期は、この2人とほぼ同じ時期にあたる。彼らの後に続いて登場した選手が、アシュレー・クーパーやロイ・エマーソン、ロッド・レーバーなどである。彼らはみな、当時デビスカップオーストラリア代表監督を務めていたハリー・ホップマンに鍛えられた世代の選手だった。

## 4大大会優勝
- 全豪選手権 男子シングルス：1勝（1954年）／男子ダブルス：1勝（1954年）
- 全仏選手権 男子シングルス：1勝（1958年）
- ウィンブルドン選手権 男子ダブルス：1勝（1954年）／混合ダブルス：1勝（1957年）
- 全米選手権 男子ダブルス：2勝（1952年・1953年）